# Premantura
Premantura (italsky Promontore) je vesnice a přímořské letovisko v Chorvatsku v Istrijské župě, spadající pod opčinu Medulin. Nachází se asi 8 km jihovýchodně od Puly. V roce 2011 zde žilo 768 obyvatel.
Vesnice se nachází na poloostrově Kamenjak, který je nejjižnějším poloostrovem na Istrii. Díky své poloze je Premantura nejjižnější vesnicí Istrie i Istrijské župy. Nachází se zde také národní park Kamenjak.
Sousedními vesnicemi jsou Banjole, Pomer, Valbonaša a Vinkuran.

## Významné osobnosti
- Antun Bogetić (24. dubna 1922 – 19. dubna 2017) – bývalý biskup v Poreči a Pule